# 1,3-diisocianatobenceno
El 1,3-diisocianatobenceno es un isocianato aromático con fórmula molecular C8H4N2O2.